# Francis Seyrig
Pour les articles homonymes, voir Seyrig.
Francis Seyrig est un compositeur français de musique de film né le 28 avril 1927 à Paris et mort le 14 avril 1979 à Chamonix-Mont-Blanc.

## Biographie
Francis Seyrig naît le 27 avril 1927 à Paris. Il est le fils d'Hermine de Saussure, femme de l'archéologue Henri Seyrig dont il porte le nom après avoir porté celui de sa mère. Il est aussi le frère de la comédienne Delphine Seyrig. Il a été marié à la comédienne Nicole Ladmiral puis, après un divorce, il s’est remarié avec Nelly Delhumeau, artiste peintre. Il est notamment le père de l'actrice Coralie Seyrig qu'il a eue avec Nelly Delhumeau. Il meurt dans un accident de montagne à 51 ans, le 14 avril 1979, à Chamonix-Mont-Blanc

## Carrière
Francis Seyrig étudie la musique avec Olivier Messiaen au Conservatoire de Paris. Compositeur de musique de film, il écrit à ses débuts pour la publicité et pour l'animation, puis compose, pour le cinéma, la musique de La Boue et Le Feu (1960), court métrage de Jean-Émile Jeannesson, L'Année dernière à Marienbad (1961), film d'Alain Resnais, Procès de Jeanne d'Arc (1962), film de Robert Bresson, Alpes 62 (1963), documentaire de Jean-Émile Jeannesson avec la voix de Jean Vilar, Marie Soleil (1966), film d'Antoine Bourseiller, le Lys dans la vallée (1970) téléfilm de Marcel Cravenne.
Au théâtre, il compose, pour le Festival de la Cité de Carcassonne en 1959, la musique de scène de Don Gil de Vert-Vêtu (es), comédie de Tirso de Molina, Le Vieillard jaloux, intermède de Miguel de Cervantes, Le Mariage de Figaro, comédie de Beaumarchais. Dans le domaine de la musique baroque, il transcrit, pour le quintette de cuivres Ars Nova et Xavier Darasse à l'orgue, la Water Music de Georg Friedrich Haendel enregistrée chez Erato. Il compose, en 1970, la musique de deux chansons écrites par Jean-Claude Carrière pour Delphine Seyrig, Une fourmi et moi et Quoi de plus beau qu'une marche militaire.